# Peleteria nitella
Peleteria nitella là một loài ruồi trong họ Tachinidae.